# 任峻
任 峻（じん しゅん、? - 建安9年（204年））は、中国後漢時代末期の政治家。字は伯達。司隷河南尹中牟県の人。子は任先・任覧ら。

## 事跡
後漢末の混乱の中、任峻は中牟県令の楊原に河南尹を堅守するよう進言し、その主簿に任命された。さらに、楊原を行河南尹にするよう朝廷に上表している。その後、曹操が中牟に入ってくると、任峻は同郡の張奮と協議して曹操に付いた。曹操は大いに喜び、任峻を騎都尉とするよう上表し、さらに自身の従妹を娶らせて、頗る信任した。曹操が征伐するときは、常に任峻が輜重補給のために留守を預かった。
棗祗・韓浩らが屯田制の実施を進言すると、任峻が典農中郎将に任命され、屯田制の実地運用を担当した。任峻はこれを成功させ、曹操陣営の軍事的・政治的強化に大きく貢献した。また官渡の戦いでは、補給部隊の守備を強化して袁紹軍の攻撃を阻止した。これらの実績により任峻は都亭侯に封じられ、封邑300戸を有した。さらに長水校尉に昇進している。
建安9年（204年）死去。曹操はしばらく涙を流して悲しんだ。子の任先が後継したが、任先死後に子がいなかったため改易された。曹丕（文帝）の時代に成侯と諡され、また真ん中の子である任覧は関内侯に封じられた。

### 人物像
任峻は寛大にして度量があり、物事を行なうことに合理性があった。意見を述べるたびに、曹操からその多くを善言であると評価された。飢饉の際には、友人の孤児たちを世話し、一族内の貧困者をも救援したため、信義がある人物と評価された。

## 演義
小説『三国志演義』では、典農中郎将に任命された際等に名前が出るのみで特に活躍はない。むしろ、彼の配下の倉官として登場する王垕の方が、作中では目立っている。